# Leontius von Byzanz (Theologe)
Leontius von Byzanz (* in Konstantinopel) war ein byzantinischer Theologe, der im 6. Jahrhundert nach Christus lebte und wirkte.
Über sein Leben ist nicht viel bekannt. Man weiß, dass er in jungen Jahren in einer nestorianischen Gemeinde gelebt hat. Viele weitere Fakten sind ungesichert, da sein Name oft mit anderen verwechselt wurde und somit auch verschiedene Biographien vermengt und fälschlicherweise einer einzigen Person zugerechnet wurden. Der Umfang seiner Arbeiten ist deshalb nicht genau zu bestimmen. 
Bei einigen Werken jedoch gilt seine Urheberschaft als gesichert. Sie entstanden vermutlich im 2. Viertel des 6. Jahrhunderts. In seiner Einleitung zur Werkausgabe von 2017 stellt Brian E. Daley das belegte Wissen dar.

## Werke (Auswahl)
Titel nach der Werkausgabe
- Contra Nestorianos et Eutychianos
- Epilyseis (= Solutiones Argumentorum Severi)
- Epaporemata (= Triginta Capita contra Severum)
- Contra Aphthartodocetas
- Deprehensio et Triumphus super Nestorianos